# Magnolia figo
Hàm tiếu, lan tiêu hay dạ hạp hương (danh pháp khoa học: Magnolia figo) là một loài thực vật có hoa trong họ Magnoliaceae. Loài này được (Lour.) DC. mô tả khoa học đầu tiên năm 1817.
Hàm tiếu tuy không sặc sỡ, thường là màu trắng ngà, ngả màu tím nhưng có hương thơm ngát nên được chuộng trồng làm cây cảnh. Mùi hoa tương tự như mùi chuối chín.
Trong văn chương Việt Nam cây hàm tiếu được nhà chí sĩ Phan Bội Châu xem như là biểu tượng của một danh sĩ sống ẩn dật, không màu mè mà vẫn giữ danh thơm. Khi bị đưa an trí ở Huế, ông có bài thơ vịnh cây hoa này .